# Medalha Banting
A Medalha Banting (em inglês:  Banting Medal for Scientific Achievement Award) é a mais significativa condecoração científica da American Diabetes Association (ADA). É concedida desde 1941 a médicos e cientistas em reconhecimento de contribuições destacadas de longa duração para o entendimento da diabetes mellitus bem como para o tratamento e prevenção da mesma.
Denominada em memória do codescobridor da insulina e laureado com o Nobel Frederick Banting, é dotada com US$ 20.000 e acompanhada da Banting Lecture apresentada pelo laureado durante a reunião anual da ADA.
Por seu papel no descobrimento da insulina a Universidade de Toronto foi condecorada em 1946 com uma Medalha Banting.

## Recipientes
- 1941: Elliott P. Joslin
- 1942: William Muhlberg
- 1943: Fred W. Hipwell
- 1944: Leonard G. Rowntree
- 1946: Bernardo Houssay, Hans Christian Hagedorn, Robert Daniel Lawrence, Eugene Lindsay Opie, Universidade de Toronto
- 1947: George Henry Alexander Clowes
- 1948: Rollin Turner Woodyatt
- 1949: Herbert McLean Evans, Frederick Madison Allen
- 1950: Frank George Young
- 1951: Cyril Norman Hugh Long
- 1952: Robert Russell Bensley
- 1953: Shields Warren, Walter R. Campbell, Andrew Almon Fletcher
- 1954: Henry Dale
- 1955: Carl Ferdinand Cori, Eugene Floyd DuBois
- 1956: William C. Stadie
- 1957: DeWitt Stetten Jr., John Raymond Murlin
- 1958: Jerome W. Conn, William H. Olmsted
- 1959: George Widmer Thorn, Elexious Thompson Bell
- 1960: Priscilla White, James Collip
- 1961: Rachmiel Levine
- 1962: Albert Baird Hastings
- 1963: Bernardo Houssay, Garfield G. Duncan
- 1964: Francis Dring Wetherill Lukens, Moses Barron, Joseph Pierre Hoet, Leland S. McKittrick, Peter J. Moloney, David Alymer Scott, Ernst Chaim Wertheimer
- 1965: Solomon Aaron Berson, I. Arthur Mirsky
- 1966: Robert H. Williams
- 1967: Alexander Marble
- 1968: Arthur R. Colwell
- 1969: Earl Sutherland, Robert L. Jackson
- 1970: Paul Eston Lacy
- 1971: George F. Cahill Jr., William R. Kirtley
- 1972: Dorothy Crowfoot Hodgkin
- 1973: Arnold Lazarow
- 1974: Albert Renold
- 1975: Roger H. Unger
- 1976: Donald Frederick Steiner
- 1977: David Morris Kipnis
- 1978: Stefan S. Fajans
- 1979: Charles Rawlinson Park
- 1980: Norbert Freinkel
- 1981: Lelio Orci
- 1982: Jesse Roth
- 1983: Arthur Harold Rubenstein
- 1984: Daniel W. Foster
- 1985: Bjorn Nerup
- 1986: Albert I. Winegrad
- 1987: Joseph Larner
- 1988: Gerald Reaven
- 1989: Ora Rosen
- 1990: Daniel Porte Jr.
- 1991: Mladen Vranic
- 1992: Gian Franco Bottazzo
- 1993: Carl Ronald Kahn
- 1994: Philip E. Cryer
- 1995: Franz Matschinsky
- 1996: Peter H. Bennett
- 1997: Alan D. Cherrington
- 1998: Jerrold M. Olefsky
- 1999: Anthony Cerami
- 2000: Michael P. Czech
- 2001: John Denis McGarry
- 2002: Samuel W. Cushman
- 2003: Aldo A. Rossini
- 2004: Michael A. Brownlee
- 2005: Jeffrey Scott Flier
- 2006: Richard N. Bergman
- 2007: Robert Stanley Sherwin
- 2008: Ralph A. DeFronzo
- 2009: George Eisenbarth
- 2010: Robert A. Rizza
- 2011: Barbara E. Corkey
- 2012: Bruce Michael Spiegelman
- 2013: Graeme I. Bell
- 2014: Daniel J. Drucker
- 2015: Philipp E. Scherer
- 2016: Barbara Kahn
- 2017: Domenico Accili
- 2018: Gerald I. Shulman[1]